# Kościół św. Bonawentury na Palatynie
Kościół św. Bonawentury na Palatynie (wł. Chiesa di San Bonaventura al Palatino) – kościół klasztorny franciszkanów na Palatynie w Rzymie, w rione Campitelli, kościół tytularny. 

## Historia
Klasztor i kościół zostały wzniesione w 1675 na pozostałościach antycznej cysterny. Fundatorem był kard. Carlo Barberini, który w ten sposób chciał przyczynić się do reformy franciszkanów propagowanej przez Bonawenturę z Barcelony. Kościół był częścią franciszkańskiego eremu. W 1846 wspólnocie na Palatynie podlegały cztery franciszkańskie eremitoria: Santa Maria delle Grazie w Ponticelli, San Cosimato w Vicovaro, San Pietro Apostolo w Pofi oraz Santa Maria delle Grazie w Vallecorsa.
Świątynia i klasztor były przebudowywane w latach 1839-1840 dzięki funduszom rodziny włoskich bankierów Torlonich. W kościele znajdują się relikwie św. Leonarda z Porto Maurizio. W ołtarzu głównym obraz Filippo Micheliego Niepokalane poczęcie.
Kościół jest miejscem formacji młodzieży z ruchu Gifra.
28 czerwca 2018 papież Franciszek ustanowił go kościołem tytularnym kardynałów prezbiterów. 

## Kardynałowie
- Joseph Coutts (od 2018)